# APB: All Points Bulletin
All Points Bulletin — массовая многопользовательская ролевая онлайн-игра с открытым миром в жанре action-adventure.

## Игровой процесс
Действия игры разворачиваются в вымышленном городе Сан-Паро, где идет постоянная битва между силовиками и преступниками, и игроку необходимо решить, к какой фракции он хочет принадлежать.
Геймплей обычно состоит из битв между двумя фракциями, где одна сторона должна выполнить ряд задач, а другая сторона пытается помешать им это сделать. Игроки зарабатывают деньги за участие в этих миссиях, которые затем можно использовать для улучшения оружия, транспортных средств и внешнего вида их персонажей, которые влияют на игру.
Игра ведётся в перспективе от третьего лица. Улучшения, оборудование, оружие, транспортные средства и одежду можно приобрести у различных контактов по всему городу (или, в качестве альтернативы, их можно купить через терминалы в социальном районе), а боеприпасы можно купить в терминалах, похожих на торговые автоматы. И контакты, и «торговые автоматы» разбросаны по трем основным районам города. Две части города населены пешеходами и динамическим циклом дня и ночи, а также с определенными контактами и миссиями. Третий район действует в основном как социальный компонент, он намного меньше, в нем нет пешеходов, ограничен доступ к оружию и транспортным средствам, а также есть гаражи, аукционные дома, музыкальные студии и несколько других неигровых персонажей. Находясь в третьем районе, игроки, даже если они из противоборствующих фракций, не могут навредить друг другу и могут общаться только через чат. В двух других районах игрокам разрешено атаковать друг друга (если они принадлежат к противоборствующим фракциям) во время определенных сценариев миссии и/или если за голову игрока назначена награда. Вне этих миссий игроки по-прежнему могут рисовать и использовать оружие, но пули, гранаты и т.д. не будут действовать на других игроков, даже принадлежащих к вражеской фракции. Это предотвращает deathmatching и грифинг.
Есть также два других района под категорией «бойцовский клуб». В них представлены области PvP для более опытных игроков и кланов.
В зависимости от фракции у игроков будет либо уровень престижа, либо известность, от 0 до 5. Этот уровень повышается, когда игрок успешно выполняет действия, помогающие делу его фракции, такие как убийство игроков противоположной фракции, успешное выполнение миссий или участвуя в деятельности, уникальной для их фракции. Такие уникальные действия фракции включают ограбление пешеходов для преступников или арест преступников для силовиков. Уровень снижается по мере того, как игрок препятствует своей фракции; например, командные убийства, смерть и уничтожение городских объектов в качестве силовиков. В игре есть внутриигровая музыкальная система, похожая на Grand Theft Auto . В нем представлены известные исполнители, а также начинающие артисты, включая Honey Claws, Atlas&i, Avosetta, Negative pH, Paulie Rhyme и Pendulum. Игра позволяет игрокам импортировать музыку в музыкальный проигрыватель. Если другие игроки также импортировали ту же песню в свой музыкальный проигрыватель, они услышат музыку на автомобильном радиоприемнике игрока. Если другой игрок не импортировал ту же песню, Last.fm вместо этого выберет похожую песню для воспроизведения. Игрок также может создавать свою собственную музыку, используя параметры музыкального редактора, доступные в социальном районе.

## Разработка
Разработку возглавлял Дэвид Джонс, создатель оригинальной GTA. Проект разрабатывался компанией Realtime Worlds. Из-за финансовых проблем компания объявила о банкротстве и поэтому компания Realtime Worlds закрыла все сервера APB и официальный сайт. Игра вышла из продажи 16.09.2010 года. Но 11 ноября 2010 г. стало известно о новом владельце игры, им оказалась компания GamersFirst. Игра была куплена издателем GamersFirst и стала распространяться по системе F2P. 28 февраля 2011 г. начался закрытый бета-тест игры. Открытый бета-тест игры начался 23 мая в 17:00 по московскому времени.
Компания «Иннова» заключила с GamersFirst соглашение об эксклюзивном издании проекта All Points Bulletin Reloaded (АРВ) на территории России и стран СНГ.
27 декабря 2016 года Иннова объявила о закрытии сервера на территории России 1 февраля 2017 года. В октябре 2017 года игроков с Инновы перенесли на новый отдельный сервер "Nekrova" (Игрокам предложили самим выбрать имя для нового сервера), который, к сожалению, просуществовал очень недолго. В конце августа 2019 года произошел очередной трансфер персонажей, на этот раз с сервера "Nekrova" (RU) на сервер "Citadel" (EU).

### APB: Reloaded
Realtime Worlds объявили о банкротстве. «Проектом наверняка заинтересуются многие. Если не самой игрой, то её технологией, так как возможности по настройке персонажа в APB просто невероятны» — заявил сотрудник Codemasters, Дэвид Солари. Так и случилось.
В ноябре 2010 компания GamersFirst объявила, что их собственная студия Reloaded Productions получила все права на разработку APB: All Points Bulletin.
Игра получит название APB: Reloaded, а её выход планируется на первую половину 2011 года. Закрытый бета-тест APB Reloaded стартовал в марте 2011 года, на американских серверах. Европейские сервера OБТ были открыты 23 мая. 7 декабря состоялся официальный релиз игры, в январе началось ЗБТ русских серверов от «Инновы». 1 марта запущено ОБТ APB в России. Релиз игры на территории России и СНГ компанией «Иннова» был намечен на 17 апреля 2012 года, но 16 апреля компания «Иннова» отсрочила дату релиза до 24 апреля 2012. В итоге релиз игры на территории России и СНГ состоялся 24 апреля. APB Reloaded вышла на Xbox One, на PlayStation 4 даты еще не назначено. 1 февраля 2017 года компания «Иннова» закрыла проект APB: Reloaded, русский сервер «Пионер» прекращает свое существование.
19 октября 2017 года начинается перенос персонажей на сервер "Nekrova", созданный специально для игроков с «Инновы».
Летом 2018 года, благодаря уязвимости в защите Steam Web API, стало известно, что точное количество пользователей сервиса Steam, которые играли в игру хотя бы один раз, составляет 5 874 946 человек.

### APB: Reloaded 2.0
Изначально APB разрабатывалась на бета-версии Unreal Engine (еще до выхода Unreal Development Kit). Во время разработки сотрудники Realtime Worlds сами написали плагины, благодаря которым игра была настолько уникальна.
После банкроства RTW, код игры попал в чужие руки. Оказалось, что устаревший движок и большое количество уникальных плагинов не позволяют вносить в игру кардинальные изменения и быстро добавлять новый контент.
Было очевидно, что решить эти проблемы может лишь обновление игрового движка. Задача, практически сравнимая с разработкой игры с нуля.
В разработку All Points Bulletin было вложено около 100 миллионов долларов (APB входит в 10-ку самых дорогих игр в истории). Над ней работала большая команда. На разработку ушло 5 лет. Первый концепт игры был в 2007 году.
Позже игра попала в небольшую команду Reloaded Productions с весьма ограниченным бюджетом (который не раз сокращался). С началом работы над обновлённой версией, часть сотрудников всё ещё должна была поддерживать живой билд (выпускать обновления, проводить ивенты и акции, следить за серверами).
Во время переноса игры на обновлённую версию движка, было принято решение параллельно начать разработку APB Reloaded для консолей PlayStation 4 и Xbox One. Так, к Reloaded Games подключились ребята из Deep Silver.
Небольшая команда и бюджет, а также запутанный код игры вызвали затруднения в работе над переносом.

## Отзывы критиков
| Сводный рейтинг       | Сводный рейтинг          |
| Агрегатор             | Оценка                   |
| --------------------- | ------------------------ |
| GameRankings          | 59,54 %                  |
| Metacritic            | 58/100 56/100 (Reloaded) |
| «Критиканство»        | 67/100 70/100 (Reloaded) |
| Иноязычные издания    |                          |
| Издание               | Оценка                   |
| Destructoid           | 3,5/10                   |
| Eurogamer             | 6/10 5/10 (Reloaded)     |
| GameSpot              | 6,5/10                   |
| GameSpy               | (Reloaded)               |
| GameStar              | 59/100                   |
| IGN                   | 7,7/10                   |
| PC Gamer (UK)         | 55/100                   |
| Русскоязычные издания |                          |
| Издание               | Оценка                   |
| 3DNews                | 6/10                     |
| PlayGround.ru         | 7,2/10 (Reloaded)        |
| StopGame.ru           | «Похвально»              |
| «Игромания»           | 7/10 (Reloaded)          |

Игра получила смешанные отзывы, согласно сайту агрегации отзывов Metacritic. Переиздание под названием Reloaded также получило смешанные отзывы.